# Epitranus teleute
Epitranus teleute är en stekelart som först beskrevs av Walker 1838.  Epitranus teleute ingår i släktet Epitranus och familjen bredlårsteklar. Inga underarter finns listade i Catalogue of Life.